# Таракановодство

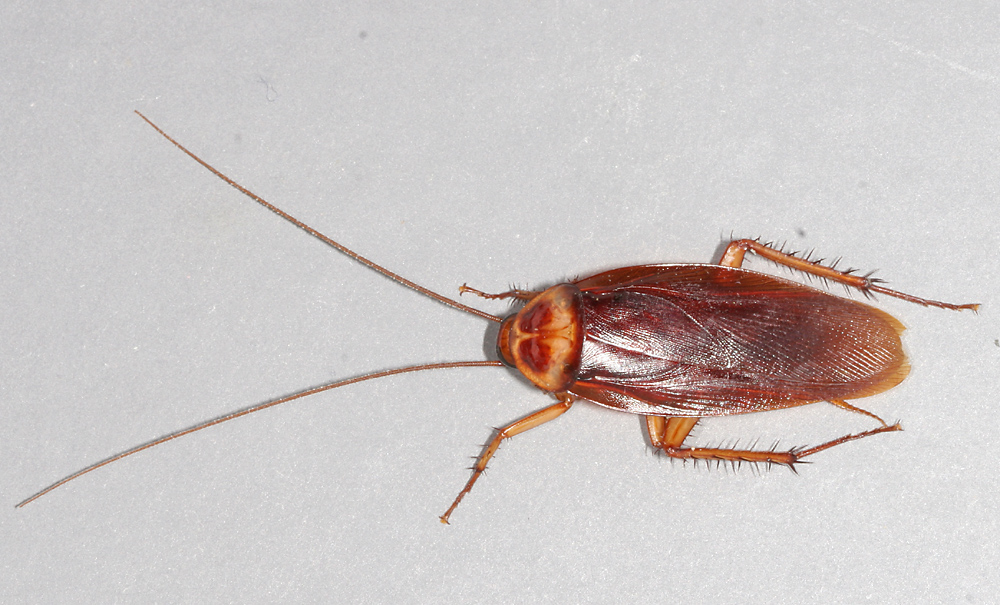
Periplaneta americana (Американский таракан) — наиболее выращиваемый вид

Таракановодство — отрасль насекомоводства, занимающаяся разведением тараканов. Весьма развита в Китае. Выращенные тараканы используются в качестве еды для людей и корма для домашних животных, а также идут в фармацевтическую промышленность для производства лекарств. Тараканов обычно умерщвляют в баках с кипящей водой, высушивают и перемалывают.

## Особенности
Фермеры описывают тараканов как «легко выращиваемых и окупаемых». Тараканы всеядны и могут питаться даже гнилыми овощами — легкодоступной и дешёвой пищей. Благодаря этому тараканьи фермы могут существовать на отходах других производств, например, на картофельных и тыквенных очистках из местных ресторанов. Сбор насекомых — тоже довольно простой процесс: тараканы легко извлекаются из садков, быстро варятся и высушиваются на солнце.
Тараканы, как и другие насекомые, не подвержены болезням, поражающим птиц и млекопитающих. Они выносливы и обладают крайне высокой выживаемостью. Интересно, что американский таракан (Periplaneta americana), наиболее выращиваемый вид тараканов, имеет второй по величине геном из всех известных геномов насекомых. Такой избыток генов связан с тонким вкусом и развитым обонянием у тараканов, что помогает им, в частности, избегать отравленных приманок. Гены, связанные с развитием и иммунитетом, помогают тараканам быстро расти и противостоять болезням.

## Рынок
Основные покупатели насекомых — азиатские фармацевтические и косметические компании. Таракан — дешёвый источник белка и наряду с другими видами насекомых предлагается как заменитель мяса. Косметические компании ценят похожие на   целлюлозу тараканьи крылья.
Фармацевтические компании поставляют продукты из тараканов для традиционной китайской медицины, а также занимаются изучением новых продуктов в качестве потенциальных лекарств, в том числе — от рака и СПИДа. Школа фармацевтики и химии в Университете Дали опубликовала статьи, в которых рассматриваются антионкогенные свойства тараканов. Лекарства из тараканов принимаются миллионами людей в Китае, что, по заверениям местных властей, имеет значительный эффект. Согласно правительственному отчёту, более 40 миллионов людей были исцелены от различных видов болезней после приёма лекарств из тараканов.

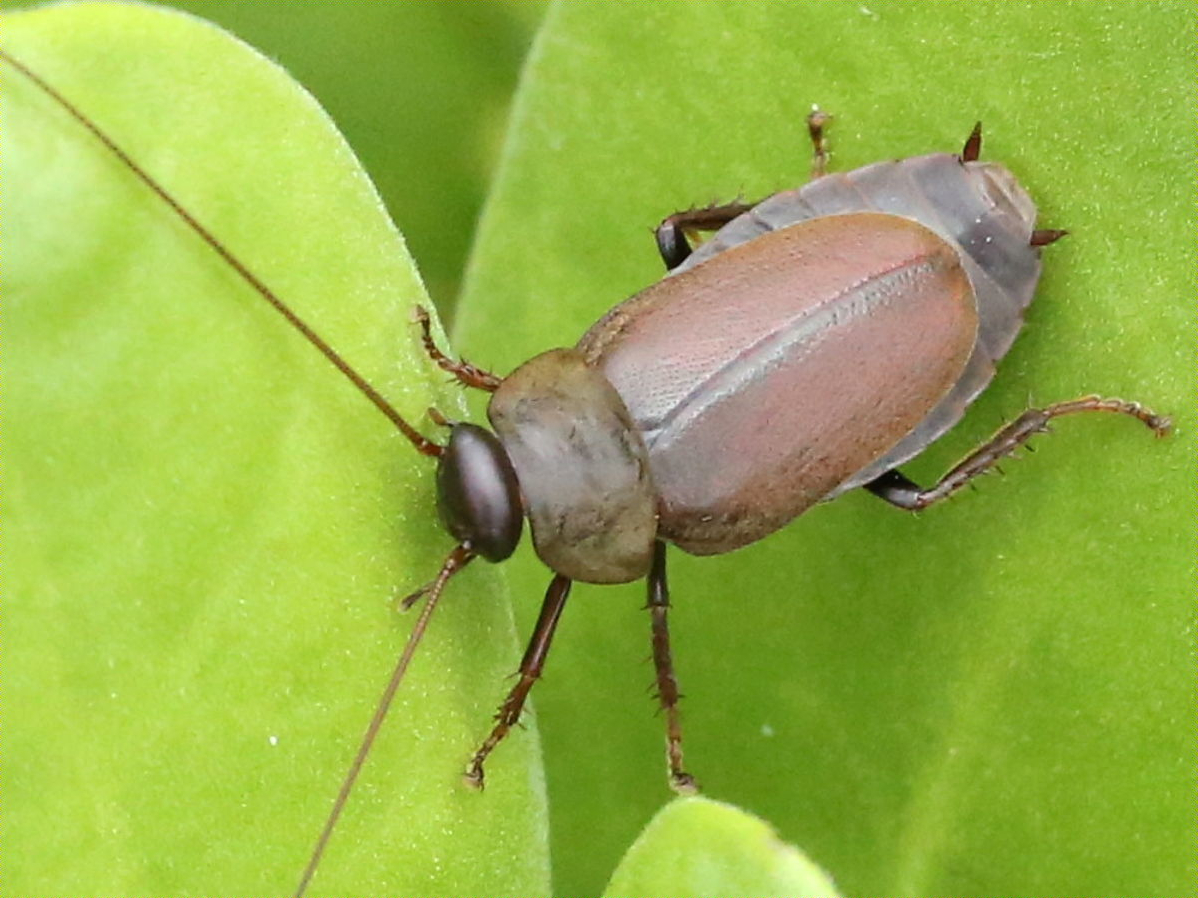
Diploptera punctata

Институт биологии стволовых клеток и регенеративной медицины в Бангалоре, наряду с другими институтами в Индии, рассматривает возможность выращивания тараканов ради их «молока»: у живородящего вида Pacific beetle cockroach (лат. Diploptera punctata) самка вынашивает детёнышей в своей утробе и выкармливает чем-то отдаленно похожим на молоко млекопитающих. Это крошечные кристаллы, в которых содержится «комплексный обед»: незаменимые аминокислоты, витамины, минералы, сахар и т. д. Доказано, что детёныши этого вида тараканов существенно превосходят сородичей по скорости роста и жизненному тонусу. Предполагается, что это «тараканье молоко» является потенциальной суперпищей.

### Рост производства в Китае
Таракановодство переживает взрывной рост в Китае, где цена его продукции может доходить до 44 долларов за килограмм. По оценкам 2013 года, в Китае работало около 100 тараканьих ферм. Рост производства в этом секторе идёт на фоне снижения показателей в других отраслях сельского хозяйства, в частности, в тех, которые обеспечивают традиционную китайскую кухню и фармацевтическую промышленность. Такие привычные ингредиенты, как олений пенис и куриные ножки,  становятся дефицитными из-за экологических и гуманитарных проблем .
Крупнейшая тараканья ферма расположена возле Сичана (провинция Сычуань) и выращивает шесть миллиардов тараканов в год. Компания, входящая в Good Doctor Pharmaceutical Group, использует системы искусственного интеллекта для поддержания на ферме оптимальных условий температуры (около 30 °C) и освещения (тусклое).
Росту китайского таракановодства способствует отсутствие жёсткой регламентации со стороны правительства.

## Возможные проблемы
Некоторые фермеры предпочитают скрывать, кого они выращивают, употребляя эвфемизм «особое сельское хозяйство», чтобы предотвратить негативную реакцию своих соседей. Основная проблема подобных ферм — потенциальная возможность расползания насекомых, которое, по мнению Зу Чаодона, профессора Института зоологии в Пекине, может привести к катастрофе. Так, более миллиона тараканов сбежало с фермы в провинции Цзянсу  в августе 2013 года: тараканов выращивали в незарегистрированном здании, которое начали сносить, когда фермер отлучился на обед. Для уничтожения беглецов в этой чрезвычайной ситуации пришлось прибегнуть к помощи властей.